# Individuell dressyr i ridsport vid olympiska sommarspelen 1976
Individuell dressyr i ridsport vid olympiska sommarspelen 1976 var en av sex ridsportgrenar som avgjordes under de olympiska sommarspelen 1976. 

## Medaljörer
| Event        | Guld                            | Silver                   | Brons                      |
| Individuellt | Christine Stückelberger Schweiz | Harry Boldt Västtyskland | Reiner Klimke Västtyskland |

## Resultat
| Ryttare                     | Nation         | Placering | Poäng |
| --------------------------- | -------------- | --------- | ----- |
| Christine Stückelberger     | Schweiz        | 1         | 1486  |
| Harry Boldt                 | Västtyskland   | 2         | 1435  |
| Reiner Klimke               | Västtyskland   | 3         | 1395  |
| Gabriela Grillo             | Västtyskland   | 4         | 1257  |
| Dorothy Morkis              | USA            | 5         | 1249  |
| Viktor Ugriumov             | Sovjetunionen  | 6         | 1247  |
| Christilot Hanson-Boylen    | Kanada         | 7         | 1217  |
| Ulla Petersen               | Danmark        | 8         | 1192  |
| Jo Rutten                   | Nederländerna  | 9         | 1189  |
| Hilda Gurney                | USA            | 10        | 1167  |
| Lorraine Stubbs             | Kanada         | 11        | 1153  |
| Tonny Jensen                | Danmark        | 12        | 1076  |
| Ivan Kalita                 | Sovjetunionen  | 13        | 1520  |
| Edith Master                | USA            | 14        | 1481  |
| Louky van Olphen-van Amstel | Nederländerna  | 15        | 1449  |
| Ulrich Lehmann              | Schweiz        | 16T       | 1425  |
| Ivan Kizimov                | Sovjetunionen  | 16T       | 1425  |
| Barbara Stracey             | Kanada         | 18        | 1399  |
| Marjolijn Greeve            | Nederländerna  | 19        | 1398  |
| Dominique d'Esmé            | Frankrike      | 20        | 1391  |
| Doris Ramseier              | Schweiz        | 21        | 1390  |
| Nils Haagensen              | Danmark        | 22T       | 1375  |
| Sarah Whitmore              | Storbritannien | 22T       | 1375  |
| Jennie Loriston-Clarke      | Storbritannien | 22T       | 1375  |
| Diana Mason                 | Storbritannien | 25        | 1326  |
| Guillermo Pellegrini        | Argentina      | 26        | 1294  |
| Fausto Puccini              | Italien        | 27        | 1258  |